# Place de l'Europe (Kourou)
Pour les articles homonymes, voir Place de l'Europe.
La place de l'Europe est une place située à Kourou en Guyane.